# 이온몰
이온몰(영어: ÆON MALL, 일본어: イオンモール 이온모루[*])은 일본의 이온 그룹이 운영하는 일본 최대의 대형 유통점, 쇼핑 센터 브랜드 이름이자 그 이온몰을 담당하는 주식회사다.

## 브랜드 이름
기존 이온 그룹이 전개하는 대형 쇼핑 센터는 시대 배경에 따라 이온 ○○ 쇼핑 센터, 저스코시티 및 다이아몬드시티 ○○와 같은 ○○ 시티, 아이몰 등과 같은 ○○ 몰 등의 이름으로 전개하고 있었다. 또한 일부 쇼핑 센터는 이온타운이나 이온 슈퍼센터라는 명칭을 자칭하고 있었다.
2007년 8월, 이온몰과 다이아몬드시티의 합병으로 모든 쇼핑센터의 브랜드 이름을 이온몰로 통일하였다.

## 역사
- 1911년 11월 12일 : 기후견사 주식회사(岐阜繭糸)로 창업
- 1970년 5월 : 자스코 주식회사 (현 이온)에 인수됨
- 1989년 10월 : 이온흥산 주식회사로 사명 변경하여 쇼핑센터 사업 진출
- 1992년 11월 28일 : 아오모리현 니시쓰가루군 가시와무라(현 쓰가루시)에 SC1호점인 '이온 가시와 쇼핑센터' 개업
- 2001년 6월 21일 : 이온몰 주식회사로 사명 변경
- 2007년9월22일 : 시설 이름을 이온몰로 통일

## 점포
이온몰은 일본 내에 168개, 해외는 36개 (중국 22개, 베트남 6개, 캄보디아 4개, 인도네시아 4개)의 점포가 있다.

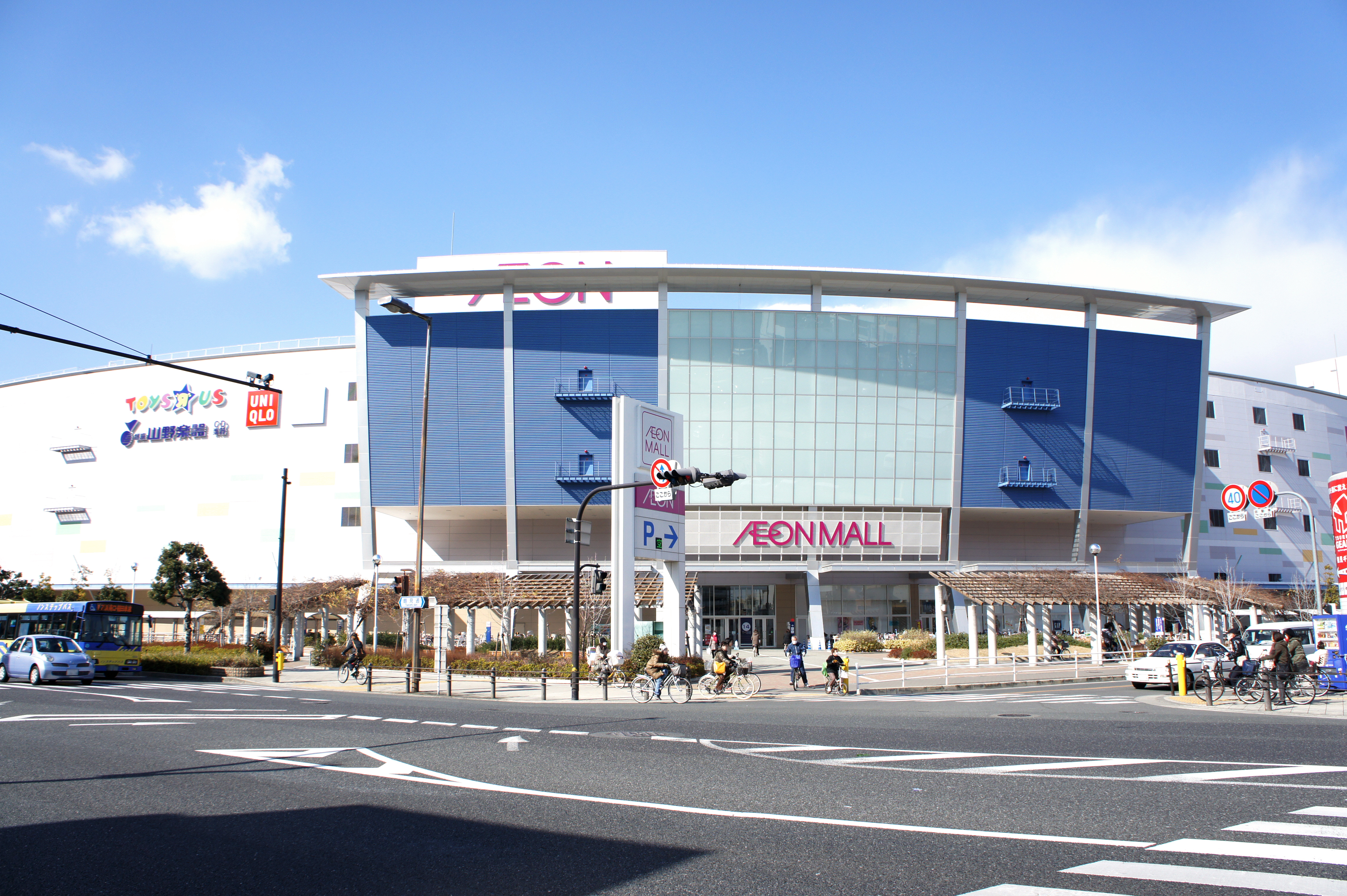
이온몰 츠루미료쿠치 (오사카부 오사카시)
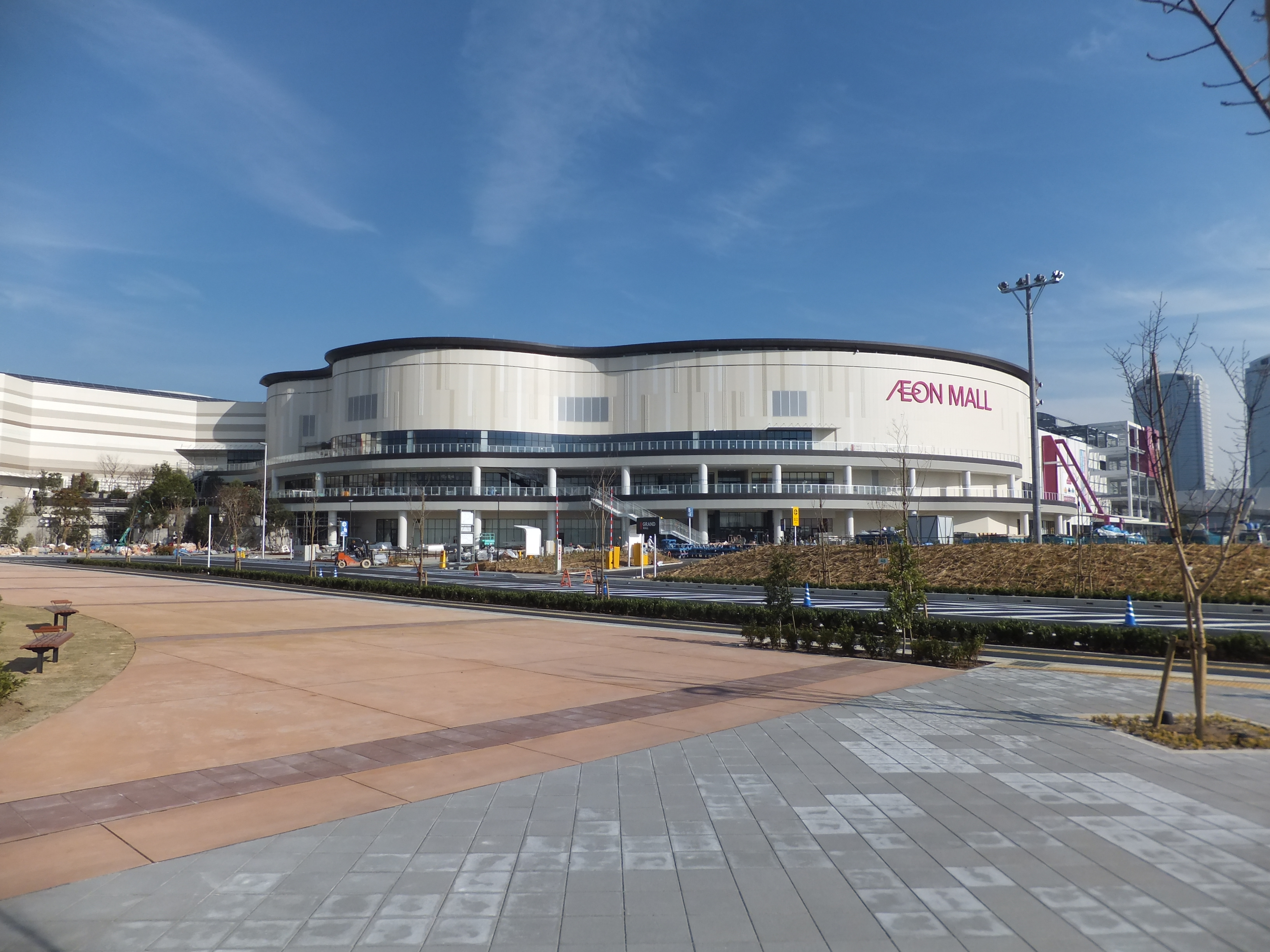
이온몰 마쿠하리 신도심 (지바현 지바시)
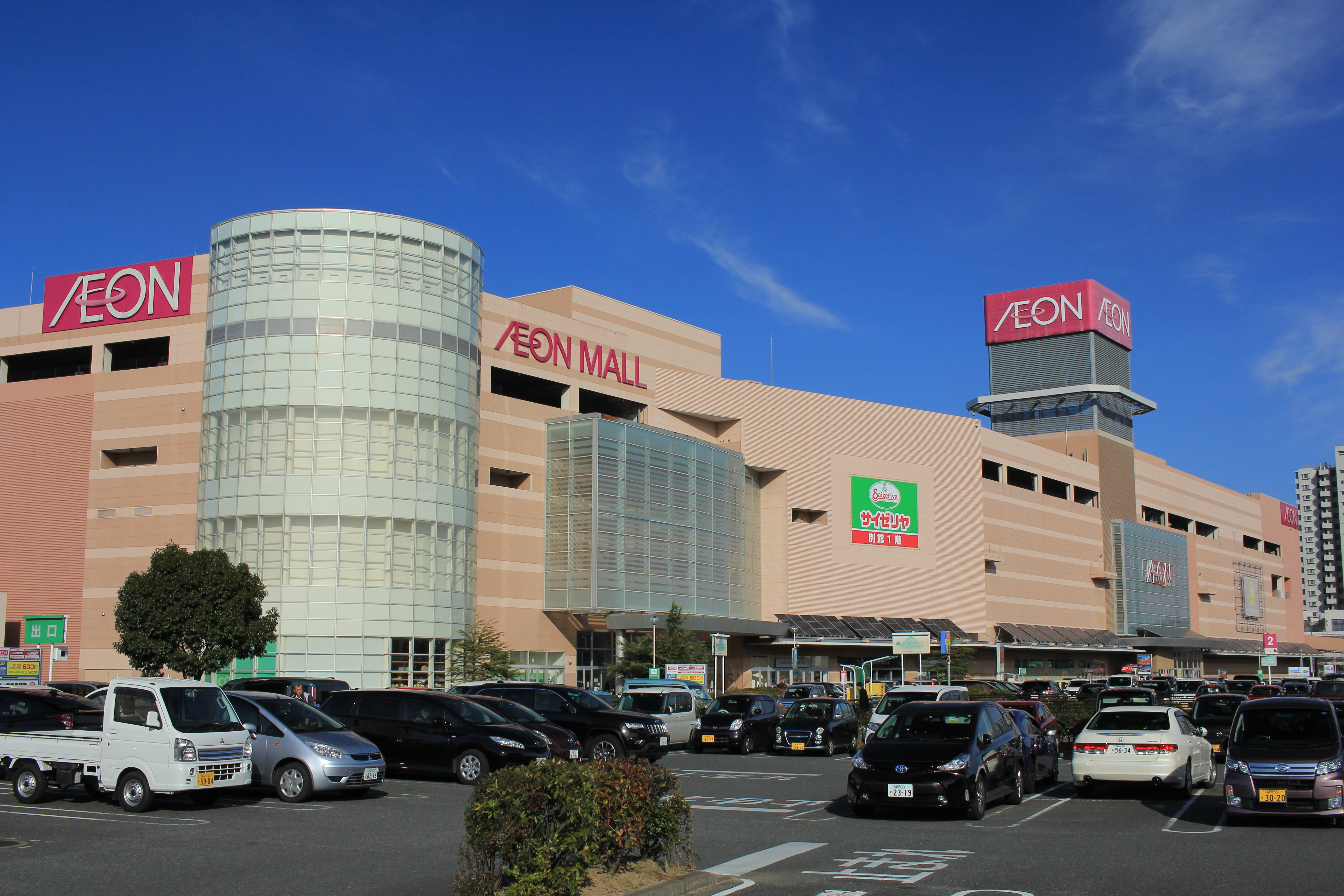
이온몰 후쿠오카 이토 (후쿠오카현 후쿠오카시)
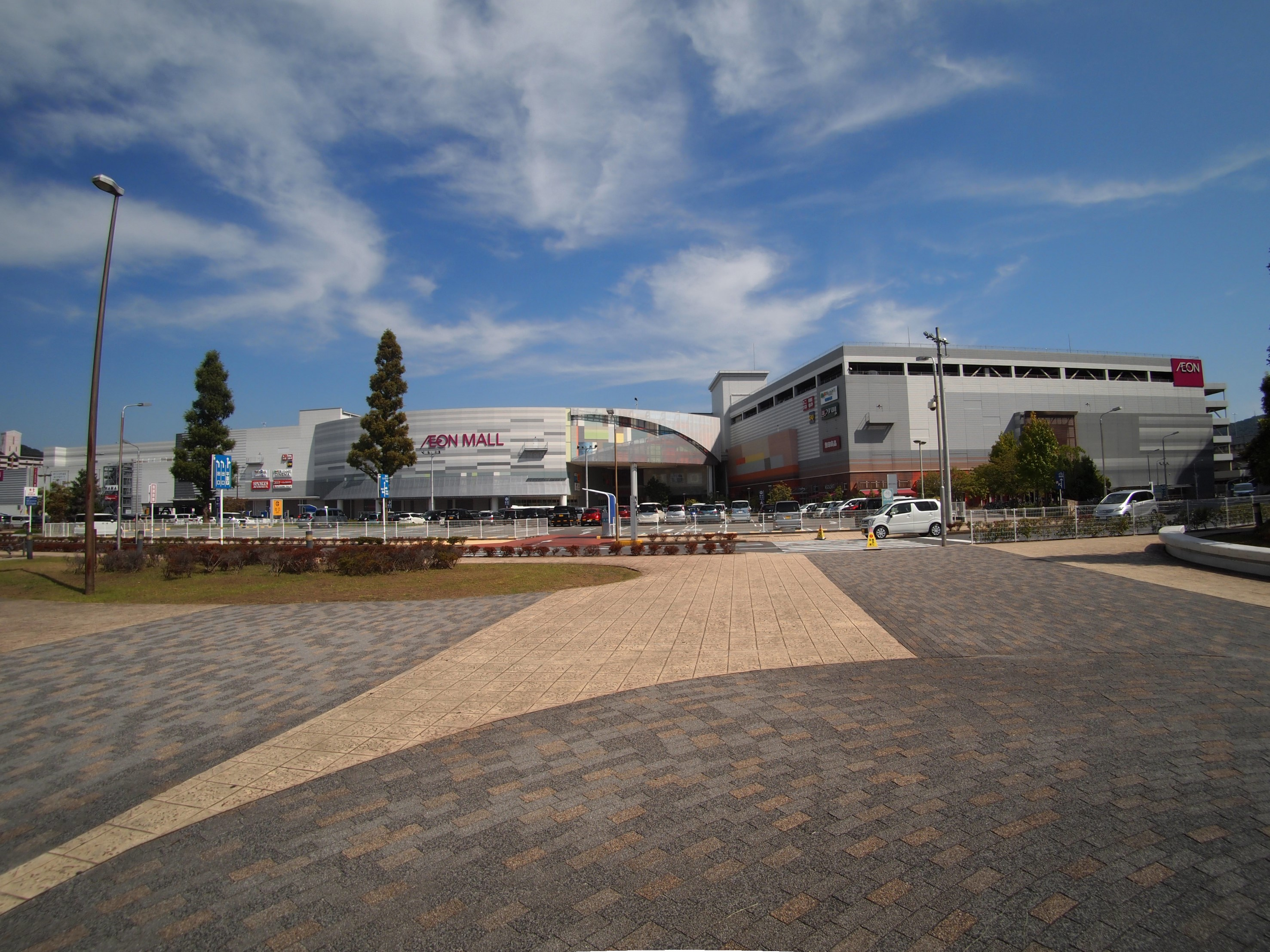
이온몰 히로시마 후추 (히로시마현 아키군)
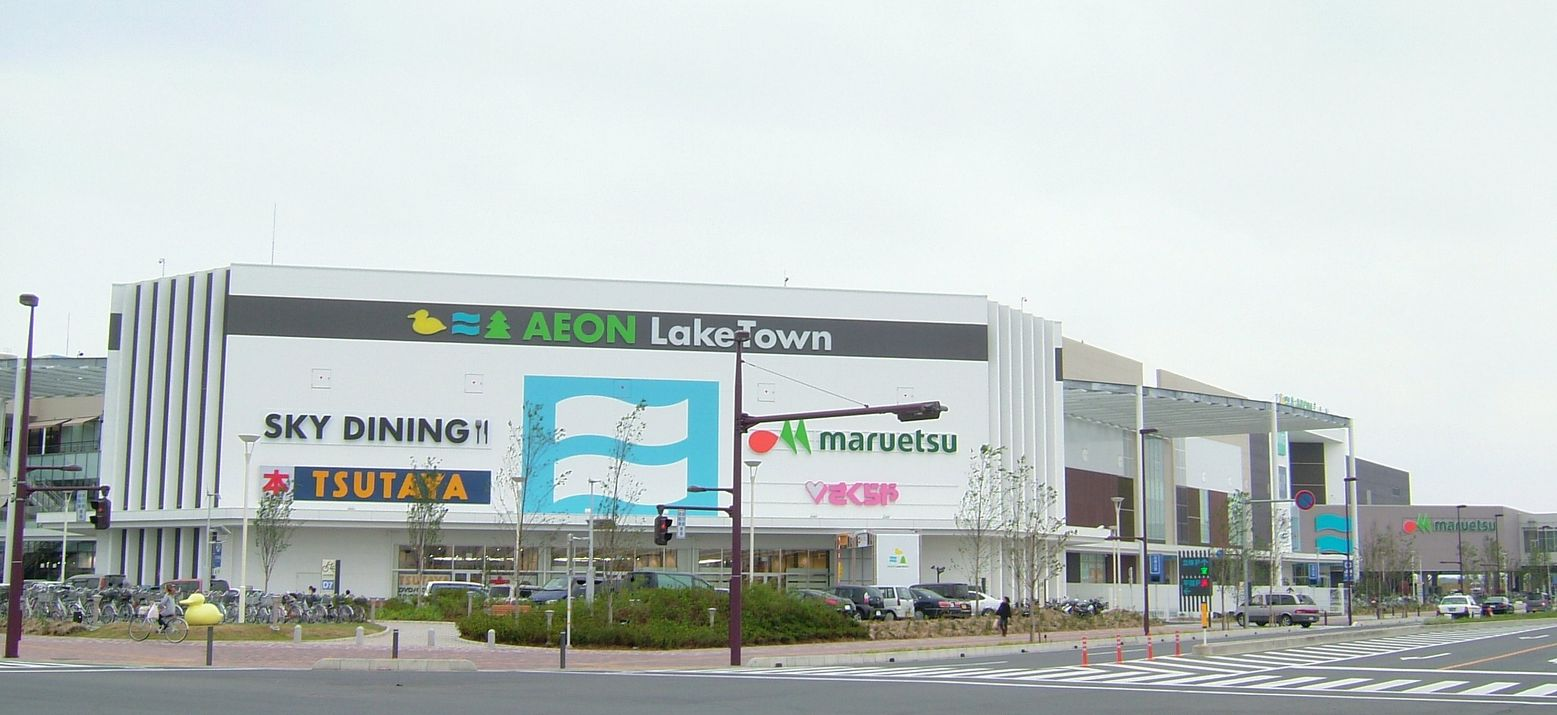
이온 레이크타운 (사이타마현 고시가야시)
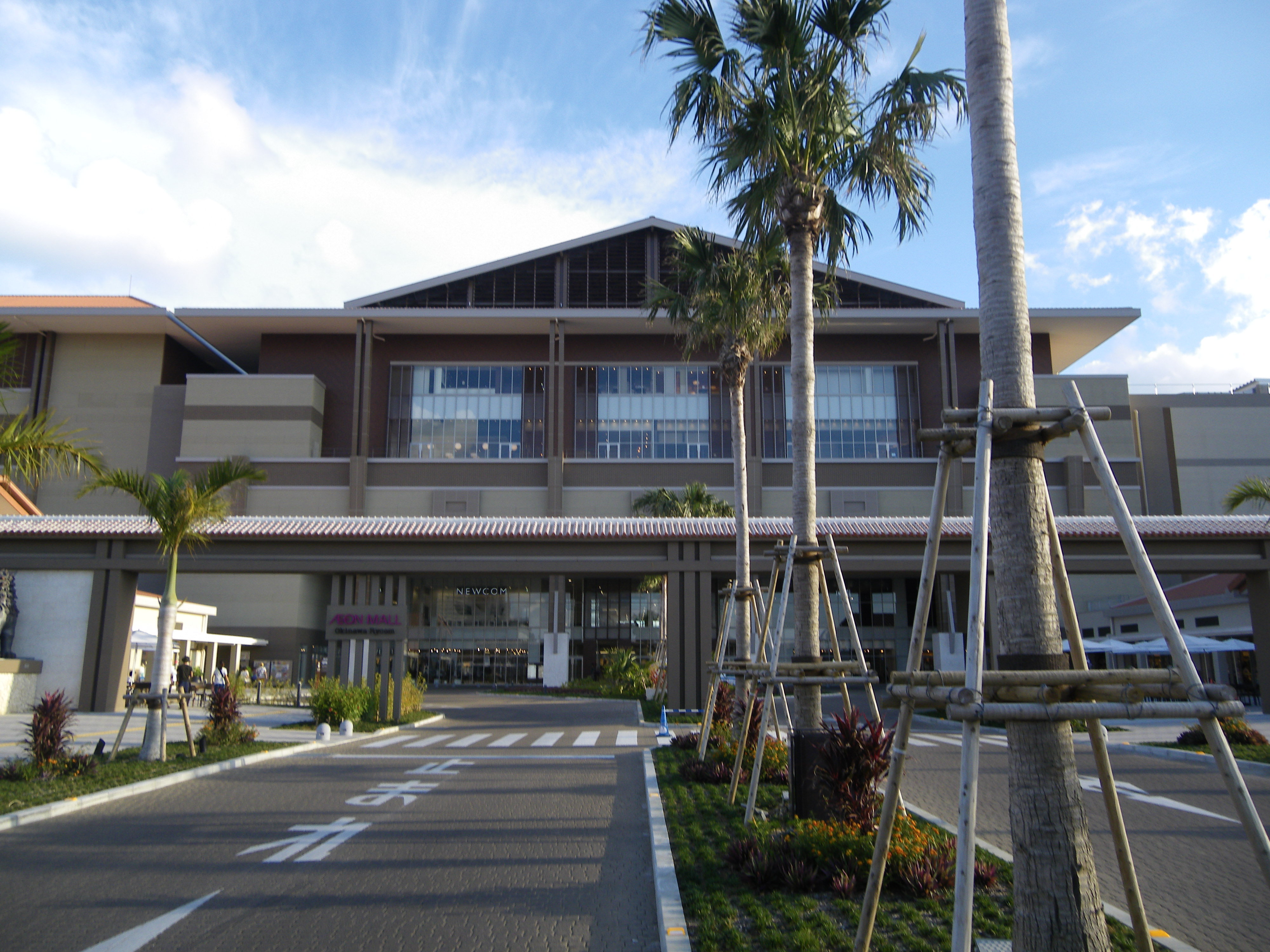
이온몰 오키나와라이컴 (오키나와현 나카가미군)
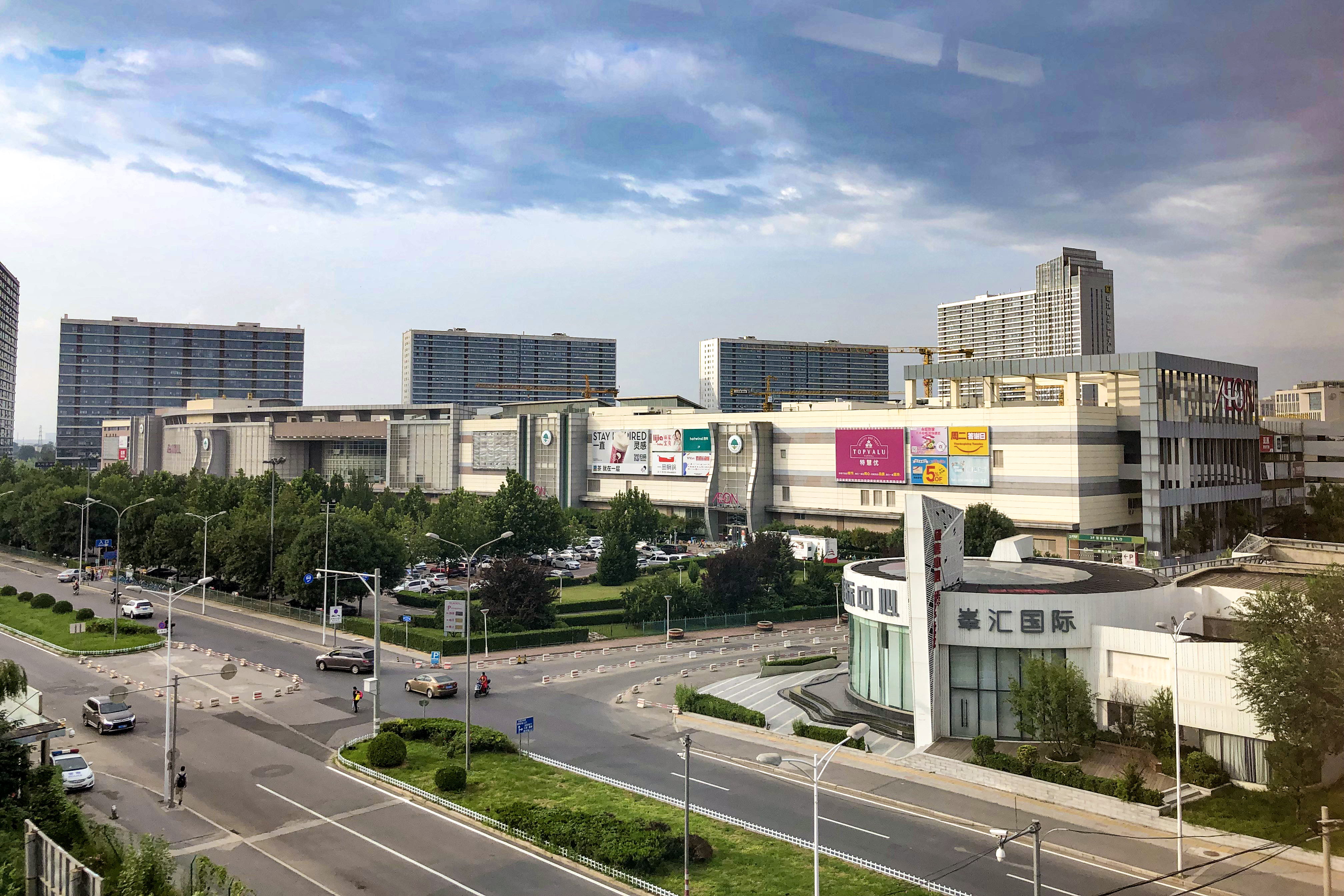
AEON MALL Beijing International Mall (중국 베이징시 창핑구)
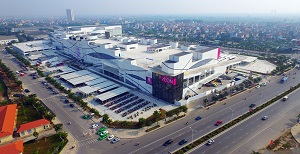
AEON MALL Long Biên (베트남 하노이시)